# 加藤路瑛
加藤 路瑛（かとう じえい、2006年〈平成18年〉2月27日 - ）は、日本の実業家、著作家。千葉県出身。早稲田大学 人間科学部健康福祉科学科（eスクール）在学。株式会社クリスタルロード 代表取締役、感覚過敏研究所 所長。

## 経歴
幼少期から感覚過敏を持つ。小学生の頃からは「教室のザワザワ音で頭が痛くなる」、「洋服の縫い目がタグが触れると痛くなり着続けられない」、「他の生徒達のお弁当の匂いが充満した教室が耐えられない」、「食べ物の味に過敏に反応し食べられない」と聴覚、嗅覚、味覚、触覚が過敏で学校生活に支障が出ていた。
中学1年生の頃から過敏要素の多い教室から離れる為に保健室に居ることが多くなった。保健室の先生から感覚過敏の可能性を指摘され自覚する。
幼少期から「早く働きたい」と考えていた。起業するきっかけは、母が買い与えたカードゲーム『ケミストリークエスト』の開発者が小学6年生で起業した米山維斗だった事だった。
2018年
- 10月　Webメディア『TANQ-JOB』立ち上げ[8]
- 12月　株式会社クリスタルロード 創業 取締役社長就任[5][7][9][注釈 1]
- 中学1年生の後半から不登校になる。[10]

2019年
- 9月　私立中学を退学。その後地元の公立中学校に籍を置き角川ドワンゴ学園 N中等部に通う[10][11]。

2020年
- 1月　感覚過敏研究所 設立 所長就任[10][12][注釈 2]

2021年
- 4月　角川ドワンゴ学園 S高等学校 入学[13][注釈 3]
- 6月　株式会社クリスタルロード 代表取締役社長 就任[14][15]

2022年
- 2月　『TANQ-JOB』を株式会社カタチヅクリへ売却[16]
- 11月　総務省 2022年度『異能ジェネレーションアワード』企業特別賞 受賞[17]

2023年
- 6月　情報処理推進機構 『2023年度未踏IT人材発掘・育成事業』採択[18][19][20][21][22]
- 8月　Forbes JAPAN 30 UNDER 30 2023 選出[23][24]

2024年
- 3月　三井グループ「三井みらいチャレンジャーズオーディション」最終通過[25]
- 4月　早稲田大学 人間科学部健康福祉科学科（eスクール）入学[5][26]

2025年
- 5月　「JCI JAPAN TOYP 2025」のSEED部門（20歳未満の部）でグランプリに選出される[27]。

## 人物
- 小学生の頃、最も辛かった事が給食で、「白米と牛乳以外食べられなかった」と語る[28]。
- 「服は痛いもの」で「みんな痛みを我慢して服を着ている」と考えていた[29]。
- 私立中学を進学先に選んだのは、友人の兄が通う私立中がお弁当制だったことが決め手だった。[11]
- 起業したいと思った時、「家族や学校の先生が耳を傾けてくれたことが起業を現実にしてくれた」と語る[5]。
- 感覚過敏事業を始める前は『個人の困りごと』に過ぎなかったが、事業を通じて「他の当事者、専門家や様々な立場の人と関わりを持ったことで希望を感じるようになった」と語る[5]。
- 実現したい事は「感覚過敏者が生き辛さから解放され、自由に楽しめる社会」と語る[5]。

## 執筆

### 書籍
- 『「今」をあきらめない生き方』EXODUS、2020年3月。[30][注釈 4]
- 『感覚過敏の僕が感じる世界』日本実業出版社、2022年7月29日。ISBN 978-4534059376。
- 『カビンくんとドンマちゃん - 感覚過敏と感覚鈍麻の感じ方』ワニブックス、2023年7月27日。ISBN 978-4847073281。

### 寄稿
- 『精神科看護 2024年11月号(51-12): 児童思春期の衝動的行動』精神看護出版、2024年10月19日。ISBN 978-4862942944。[30]

## 出演・掲載

### 雑誌
- 『AERA』(2021年1月11日特大号) [31]
- 『夢をかなえるゾウ』作者・水野敬也さん×未来を動かすZ世代【幸せって、なんだろう？】『婦人画報』(2022年10月号)[32]
- 『不登校から13歳で「感覚過敏研究所」立ち上げ 18歳の所長が描く「症状が『才能』になる」未来』『AERA』(2024年6月10日)[33]

### 新聞
- 『西日本新聞』(2020年6月19日)[34]
- 『愛媛新聞』(2020年6月21日)[35]
- 『毎日新聞』(2020年8月5日)[36]
- 『毎日新聞』(2021年10月15・16日)[37][38][39]
- 『産経新聞』（2022年1月7日）[40][注釈 5]
- 『日本教育新聞』（2022年1月10・17日）[41][注釈 5]
- 『読売KoDoMo新聞』（2022年1月20日）[42][注釈 5]
- 『繊維ニュース』(2025年1月1日)[43][注釈 5]
- 『日経MJ』(2025年2月7日)[44]

### TV
- フジテレビ『めざましテレビ』（2020年6月3日）[45][注釈 5]
- NHK『あさイチ』（2020年6月24日）[46][注釈 5]
- TBS『グッドラック』（2020年6月24日）[47][注釈 5]
- 日本テレビ『news every.』（2020年6月26日）[48][注釈 5]
- 日本テレビ『ズームイン!!サタデー』（2020年6月27日）[48][注釈 5]
- ABEMA『ABEMAヒルズ』（2020年7月15日）[49][注釈 5]
- NHK『おはよう日本』（2020年7月15日）[50][注釈 5]
- テレビ朝日『スーパーJチャンネル』（2020年8月5日）[51][注釈 5]
- 日本テレビ『news every.』（2020年8月6日）[52][注釈 5]
- テレビ朝日『大下容子ワイド！スクランブル』（2020年8月7日）[53][注釈 5]
- TBS『Nスタ』（2020年8月21日）[54][注釈 5]
- NHK国際放送（2020年9月4日）[55][注釈 5]
- テレビ朝日『発進！ミライクリエイター』（2021年2月23日）[56][注釈 5]
- NHK『首都圏ネットワーク』（2022年12月12日）[57][注釈 5]
- NHK『おはよう日本』（2023年1月16日）[58][注釈 5]
- ABEMA『ABEMA Prime』（2025年2月13日）[59][60]

### ラジオ
- TBSラジオ『SDGsスペシャル・FUTURE MAKERS』（2022年5月1日）[61]
- かつしかFM（2024年6月4日）[62][注釈 5]
- J-WAVE『SEVEN BANK GLOBAL BUSINESS CHARGE』（2024年7月16日）[63][注釈 6]

## 監修

### TV
- NHK 『ケの日のケケケ』（2024年3月26日）[64]